# Under the Sheets
«Under the Sheets» (с англ. — «Под простынями») — дебютный сингл британской певицы и автора песен Элли Голдинг с её дебютного альбома Lights (2010). Он был выпущен в качестве ведущего сингла альбома. Премьера песни состоялась на шоу Хью Стивенса на BBC Radio 1 30 сентября 2009 года и была выпущена в британском iTunes Store 15 ноября 2009 года, достигнув 53-го места в UK Singles Chart.

## История
Выступая перед диджеем Стивом Ламаком на его шоу BBC Radio 2, Голдинг рассказала о песне:
«Under the Sheets» была, наверное, самой легкой песней, которую я написала, но на самом деле, когда я слушаю тексты, они на самом деле довольно значимы. Они о девушке и парне, которые находятся в отношениях, но это очень темные отношения, потому что они основаны только на физическом контакте. Это не похоже на сексуальную песню, это больше похоже на шоу о том, что некоторые отношения не основаны ни на чем реальном, они не основаны на чем-то хорошем. У меня был такой опыт в моей жизни.

## Критика
Музыкальный редактор Digital Spy Ник Левин оценил песню на четыре звезды из пяти, написав, что это немного более волшебно, чем обычная мелодия электропопа, умудряющаяся звучать одновременно ярко и коротко, а припев в значительной степени неотразим. Он также описал голос Голдинг как чистый, девичий и трепещущий, как бабочка, пойманная в ловушку. Рецензент The Guardian Алексис Петридис назвал сингл слегка тревожными воспоминаниями о взаимоотношениях с оцифрованными струнами, синтезаторами бриза и грохочущими барабанами 1980-х.

## Видеоклип
Музыкальное видео на песню было снято братьями Леннокс и выпущено 22 октября 2009 года. Оно начинается с того, что руки Голдинг играют на барабане, затем она покидает кровать, занятую неизвестным мужчиной, и проходит через кирпичное здание, окруженное разными версиями её самой. Её можно увидеть сидящей на полу, играющей на гитаре, пишущей свои тексты в носках, катающейся на винтажном велосипеде и раскачивающейся в подвесном кресле одновременно. Также видно, как она играет на барабанах, покрытых блестками, и, сидя в плетеном кресле, крупным планом показана рука Голдинг с нарисованным на внутренней стороне пальцев сердцем. На протяжении всего видео Голдинг одета в топ с блестками, высокие ботинки и простую рубашку.

## Трек-лист
| №  | Название                          | Длительность |
| -- | --------------------------------- | ------------ |
| 1. | «Under the Sheets»                | 3:46         |
| 2. | «Fighter Plane»                   | 4:24         |
| 3. | «Under the Sheets» (Jakwob Remix) | 5:36         |
| 4. | «Under the Sheets» (Pariah Remix) | 4:50         |

| №  | Название              | Длительность |
| -- | --------------------- | ------------ |
| 1. | «A. Under the Sheets» | 3:46         |
| 2. | «B. Fighter Plane»    | 4:24         |

| №  | Название                                       | Длительность |
| -- | ---------------------------------------------- | ------------ |
| 1. | «Under the Sheets»                             | 3:44         |
| 2. | «Guns and Horses» (Live at Metropolis Studios) | 3:48         |

## Чарты
| Чарт (2009—10)                             | Высшая позиция |
| ------------------------------------------ | -------------- |
| Бельгия/Фландрия (Ultratip Bubbling Under) | 3              |
| Дания (Tracklisten Airplay)                | 2              |
| Германия (GfK)                             | 91             |
| Шотландия (OCC Scotland)                   | 58             |
| Великобритания (OCC UK Singles)            | 53             |